# دائرة سيدي الجيلالي
دائرة سيدي الجيلالي إحدى دوائر ولاية تلمسان عاصمتها سيدي الجيلالي. وتضم كل من بلديات 	
سيدي الجيلالي و البويهي.